# 三国志 Three Kingdoms
『三国志 Three Kingdoms』（さんごくし スリー・キングダムズ、簡体字中国語: 三国、英語: Three Kingdoms）は、2010年の中華人民共和国のテレビドラマ。全95話。総制作費は日本円で25億円。撮影期間は2008年9月から2009年7月まで。登場人物は300人、エキストラ数は延べ15万人。
正統派のオリジナルである1994年の『三国志演義』のリメイク的な作品である。日本での放送・ソフト化では英題付きの「三国志 Three Kingdoms」もしくは略して「スリキン」と呼ばれることが多い。公式略称は「三国志TK」となり、また中国ではオリジナルに対し「新三国」とも呼ばれる。
本作品は中国において、サラウンド形式で音声を制作する最初のテレビドラマである。

## 概説
小説『三国志演義』をベースに、現代的な新解釈を盛り込んだ新時代の『三国志』である。

## 登場人物
- 声は日本語吹き替え版。
- 登場人物の俳優は一部、エンドロールに記載されていない。

### 魏
曹操（そう そう）
演：陳建斌（チェン・ジェンビン）、声：樋浦勉
字は孟徳（もうとく）、第1話から登場する魏/曹操陣営の主人公。本作においては従来の悪漢というイメージよりも、多方面に優れた合理主義精神に富む現実主義者として描かれている。
特に長男の曹丕には理不尽に責めるような描写も見受けられたが、それも彼の王者の器を育むための行動であり、感情豊かで人間味溢れる描写も多い。

曹丕（そう ひ）
演：于浜（ユー・ビン）、声：前野智昭
字は子桓(しかん)、曹操の次男で魏の初代皇帝となる。暗愚を装い理不尽に悩みつつもつつ父親譲りの冷徹さと彼や司馬懿から教わった本質を見抜く力をもって有能な弟を排除し、曹操の跡取りとなる。
曹仁（そう じん）
演：洋光（ヤン・グアン）、声：手塚秀彰
曹操の従弟で曹操軍きっての勇将。本作では夏侯惇に代わって曹操の右腕の1人として長きにわたって登場機会が多い。
八門金鎖の陣で劉備を攻めるも徐庶の前に惨敗。一方で周瑜を計略にはめて毒矢を射るなど、百戦錬磨の実力も見せる。
曹叡（そう えい）
演：楊徳民（ヤン・デミン）、声：岸尾だいすけ
魏二代皇帝。司馬懿を恐れ一度は排除しようとするも、諸葛亮との戦いのために重用する。
曹真（そう しん）
演：趙晋（チャオ・ジン）、声：佐久田脩
司馬懿を排除し曹氏による権力掌握を狙うが、諸葛亮に連敗し司馬懿の台頭を招く。
曹休（そう きゅう）
声：金尾哲夫
曹操の従兄弟。曹叡に司馬懿の排除を提案するも蜀と呉にたびたび破れ司馬懿の台頭を招く。
曹嵩（そう すう）
演：郭継雲（グオ・ジユン）、声：小山武宏
曹操の父親。徐州を訪れた際、陶謙から曹嵩に贈られた財宝に目がくらんだ陶謙配下・張闓に殺害され、曹操の徐州侵攻のきっかけとなる。
曹洪（そう こう）
演：李泓瑞（リ・ホンルイ）、声：高山春夫
曹操の従兄弟で挙兵当時からの腹心。
曹植（そう しょく）
演：李継春（リ・ジチュン）、声：鈴木一敦
曹操の四男。酒癖が酷く傲慢だが、詩文に優れ文学者でもある曹操に最も愛される。
曹貴人（そうきじん）
演：劉梓嬌（リュウ・ズーチャオ）、声：鍋田カホル
献帝夫人。曹操の娘（曹節）。曹操による董貴妃惨殺後に嫁ぐ。曹丕による帝位簒奪には強く反対し、曹丕を短剣で刺す。本作では最期は献帝と共に川に沈む。
曹爽（そう そう）
演：夏添（シャ・ティアン）、声：桜木信介
曹真の息子。才に富み、司馬懿にも警戒されるが、油断により司馬懿のクーデターを招き失脚する。
曹芳（そう ほう）
演：袁紹雄（ユアン・シャオション）、声：戸田亜紀子
曹叡の死後に3代目の魏帝となる。
曹沖（そう ちゅう）
演：安彭澤宇、声：小松三夏
曹操の五男。才に溢れ、曹操が最も目をかける。司馬懿をつけるが、曹丕の手にかかり謀殺される。
曹彰（そう しょう）
演：陳楓、声：小林かつのり
曹操の三男。武勇に優れる。
荀彧（じゅん いく）
演：李建新（リー・ジェンシン）、声：星野充昭
曹操の軍師。冷静沈着であり、幾度となく窮地を救う。しかし、あくまで漢室を助ける立場を貫き、魏王となる曹操と対立し自害する。
本作では郭嘉や荀攸の史実上の行為も彼による行為とされている部分が多く見受けられ、それだけ曹操との密接な人間関係が誇張されて描かれている。
程昱（てい いく）
演：蔣昌義（ジャン・チャンイー）、声：小野健一
曹操の腹心。有能であるがそれをひけらかさず、常に曹操を立てることから終生重用される。
許褚（きょ ちょ）
演：郭濤（グオ・タオ）、声：宝亀克寿
曹操軍随一の猛将。赤壁の戦いで大勢の部下を失った際、己の非力さに号泣するが曹操に励まされる。以後、曹操のためなら親をも殺すと曹丕に評される。
潼関の戦いで馬超との一騎討ちを演じる。
張遼（ちょう りょう）
演：程相銀、声：堀部隆一
元は呂布の配下であるが、武勇と度量を曹操に買われ配下となる。赤壁の戦い後、合肥の守備に就き呉を退ける。
関羽とは古くからの友人で、彼が曹操の客将となって赤兎馬を送られた際には我がことのように喜んでいた。
夏侯淵（かこう えん）
演：李奇龍（リー・チーロン）、声：岡哲也
曹操の旗上げからの腹心で夏侯惇の従兄弟。数々の戦功を立てるが、定軍山の戦いで黄忠に討ち取られる
夏侯惇（かこう とん）
演：李夢成、声：鈴森勘司
曹操軍の勇将。関羽と互角の一騎討ちを演じる。三国志を題材とする他作品と異なり本作では登場機会は少なく曹仁に活躍の場面を奪われている。
夏侯楙（かこう ぼう）
声：鈴森勘司
夏侯淵の実子。蜀軍の北伐を食い止めようと出陣するも経験不足から大敗を喫する。
華歆（か きん）
演：張喜前、声：伊藤和晃
魏の重臣。曹丕の帝位簒奪に多大な貢献をする。
郭嘉（かく か）
演：王今心、声：横堀悦夫
曹操の軍師の一人。
王朗（おう ろう）
演：柳秉鈺、声：山野史人
元は漢の重臣でありながら、魏の重臣となる。そのことを諸葛亮に糾弾され憤死する。
楊修（よう しゅう）
演：金毅（ジン・イー）、声：鈴木正和
知略に優れ曹操に重用されるが、知をひけらかす性格が仇となり処刑される。
郭淮（かく わい）
演：張歌、声：河内浩
蜀の北伐に際し曹真、司馬懿の下で副都督を務める。
孫礼（そん れい）
演：李亜天、声：加藤亮夫
曹真、司馬懿の副官として諸葛亮率いる蜀軍と戦う。
- 郭太后（声：椿真由美）
- 卞氏（声：北條文栄）
- 李典（声：佳月大人）
- 徐晃（声：林和良）
- 楽進（声：次賀慎一郎）
- 于禁（声：大羽武士）
- 陳珪（声：林和良）
- 陳登（声：岡哲也）
- 韓福（声：星野充昭）
- 蔡陽（声：岡哲也）
- 孔秀（声：池田ヒトシ）
- 孟坦（声：阪口周平）
- 卞喜（声：佐藤広太）
- 蔣幹（声：林和良）
- 毛玠（声：手塚ヒロミチ）
- 張允（声：鈴森勘司）
- 蔡中（声：林和良）
- 蔡和（声：里卓哉）
- 郝昭（声：加藤亮夫）
- 耿紀（声：飛田展男）
- 龐徳（声：佳月大人）
- 黄奎（声：横島亘）
- 牛金（声：小林かつのり）
- 呉質（声：手塚ヒロミチ）
- 偽の秦朗（声：乃村健次）
- 張郃（声：横島亘）
- 申儀（声：伊藤和晃）
- 陳羣（声：横島亘）
- 鄭文（声：桜木信介）
- 苗沢（声：鈴森勘司）
- 李春香（声：瑞沢渓）

### 司馬氏・晋
司馬懿（しば い）
演：倪大紅（ニー・ダーホン）、声：佐々木勝彦
第4部から登場する魏/司馬懿陣営の主人公。
字は仲達。常に曹一族からの弾圧を恐れ平身低頭で身を隠すも大業への志は曲げず、最終的に三国を統一する司馬氏の礎を築く。原典通りの狡猾な策士としての顔と共に息子との触れ合いや諸葛亮との奇妙な友情といった人間的側面も描かれる。
司馬昭
演：劉国光、声：乃村健次
司馬懿の次男。本作では司馬懿の側近を務める。
司馬師
演：趙大成、声：宮内敦士
司馬懿の長男。本作では司馬昭と比べて出場シーンが少ない。
司馬炎
演：苗雅宁、声：釘宮理恵
司馬懿の孫。後に三国を平定し中国大陸を統一する晋の初代皇帝だが、登場は最終話のみ。
静姝（せいしゅ）
演：李依暁（リー・イーシャオ）、声：魏涼子
司馬懿の側室・柏夫人をモデルにした本作のオリジナルキャラクターである。何進の子孫。
司馬懿を恐れる曹丕がスパイとして送り込む。司馬懿には正体を見破られていたが、それでも羹を作ったり戦に赴く彼に編み物を送るなど健気に尽くし、その人柄を愛される。やがて司馬懿の子を宿すが、司馬懿の手によって殺害される。

### 蜀
劉備（りゅう び）
演：于和偉（ユー・ホーウェイ）、声：家中宏
字は玄徳(げんとく)。漢室の末裔であり、漢の中興を目指す。蜀/劉備陣営の主人公。
剣術の達人であり、それだけは誰にも劣らないと自負している。従来の聖人君子像は大業と民衆のため意識的に行なっているようなしたたかな描写が目立つ。しかし、それ故に仁義に背く行いは自分の基盤を否定するものとして苦悩し、激昂する場面も多い。
諸葛亮を軍師に迎えてからは時に「先生」と呼び敬意と全幅の信頼を置くが、関羽と張飛の死後は諌めを聞かず呉への出兵を強行し陸遜に敗れ、白帝城で諸葛亮と劉禅に後を託して没する。
諸葛亮（しょかつ りょう）
演：陸毅（ルー・イー）、声：堀内賢雄
字は孔明(こうめい)。三顧の礼をもって劉備に迎えられた天才軍師。蜀/諸葛亮陣営の主人公。
周瑜、司馬懿といった当代の天才との争いにおいても常に勝利する。劉備死後はその意志を受け継ぎ北伐を続けるも幾度となく失敗。6度目の北伐中に五丈原で病死する。今作では関羽、張飛ら古参の将との衝突や統治者としての苦悩も描かれている。
劉備から軍師に迎えてからは「先生」と呼ばれ、劉備の死に際息子・劉禅の補佐を懇願されたが「もし我が子が補佐するに足りない暗愚であったならば、迷わずそなたが国を治めてくれ」と全幅の信頼と敬意を持って接せられる。
関羽（かん う）
演：于栄光（ユー・ロングァン）、声：田中正彦
劉備三兄弟の二弟。
知勇兼備の勇将。信義に厚く部下や兵卒には寛大だが、劉備以外の諸侯を軽んずる性格。その傲慢さを諸葛亮に見抜かれ荊州を任せることの不安は的中し、樊城攻略の隙に呂蒙らに荊州を奪われ自害。関羽の死によって荊州を失ったことが蜀の天下統一を妨げる一因となる。
張飛（ちょう ひ）
演：康凱（カン・カイ）、声：天田益男
劉備三兄弟の三弟。
劉備軍屈指の猛将。酒に呑まれ、部下に暴力を振るうことが多いが、義理堅く涙もろい面も合わせ持つ。関羽の死後は仇討ちに躍起になるあまり、粗暴で好戦的な性格が災いして范彊と張達に暗殺される。
吹き替え役の天田は1994年の『三国志演義』と、2013年のドラマ『曹操』でも張飛を演じている。
趙雲（ちょう うん）
演：聶遠（ニエ・ユエン）、声：遊佐浩二
劉備配下の勇将。
元は公孫瓚配下の将であったが、劉備を慕い公孫瓚の元を離れ、劉備に従軍する。その際、劉備から四弟と称された。終生公正無私を貫き、関羽らと異なり遅れて加入した諸葛亮や龐統にも率先して敬意を示す。常に先鋒を好み幾度となく劉備を窮地から救うことで諸葛亮から絶大なる信頼を得る。
劉備の息子・劉禅を抱えつつ長坂坡を単騎で掛け抜け曹軍を驚愕させる。第二次北伐の直前に病死する。
今作の日本語版では字の「子竜」の読みが「しりょう」となっている。
馬超（ば ちょう）
演：陳奕霖（チェン・イーリン）、声：森川智之
劉禅（りゅう ぜん）
演：王鶴鳴、声：古谷徹
字は公嗣(こうし)。劉備の長男。遊興を好むが学問に疎く、高祖本紀が暗唱できずに劉備に叱られていた。劉備の死後は蜀の皇帝を引き継ぎ、劉備の遺言に従って諸葛亮を父のように敬愛するようになる。
本作では暗愚な面はあるものの劉備の死や諸葛亮の北伐を機に君主としての成長も見られるようになっていく。
魏延（ぎ えん）
演：王新軍（ワン・シンジュン）、声：大塚芳忠
長沙制圧後劉備軍に加わった猛将。韓玄を裏切ったことから『反骨の相』があると諸葛亮に評され、彼からはしばしば冷遇される。益州平定から北伐まで蜀の主力を務めた。
諸葛亮によって全軍の指揮官を託されたと思われたが、実際は忠誠心を査定するためのものであり彼の死後、命に背き北伐を続行しようとするが、馬岱に斬られる。
龐統（ほう とう）
演：杜旭東（トー・シュトン）、声：斎藤志郎
孔明と並び、鳳雛と評される軍師。風采が上がらない人物のため、地方の県令という閑職に任命されるが、過ちを認めた劉備に重用されることとなる。生真面目な諸葛亮と比べ、無類の酒好きで自由気ままな性格から張飛とは馬が合った。
己の天命を悟り、西蜀攻略の大義名分を与えるため落鳳坡に散る。
黄忠（こう ちゅう）
演：宋乘道（ソン・チョンダオ）、声：麦人
長沙を代表する老将。太守である韓玄の死後は唯一劉備に降らず喪に服していたが、彼の度量に感じ入り軍下に加わる。五虎大将軍に選ばれ定軍山の合戦などで活躍するも、夷陵の戦いで先鋒を望み幾多の矢を受け陣営にて戦死する。
馬謖（ば しょく）
演：鄭仕明、声：横島亘
馬良の弟で孔明を師と仰ぐ才人。呉との再同盟や南蛮平定で活躍するが、街亭の戦いで指示を無視した采配をしたため敗北を招き、軍法によって処刑される。
馬岱（ば たい）
演：夏天、声：加藤亮夫
馬騰の従兄弟で馬超と共に蜀の軍下に加わる。北伐では魏延の副官として従軍。五丈原で諸葛亮から魏延の処分を命じられ、彼の死後にその任務を果たす。
李厳（り げん）
演：鄧立民、声：加藤亮夫
劉備の益州平定後に配下となる。知勇兼備の将軍だが、保身を第一に考える性格が災いして孔明の北伐中に偽りの書状を送り中断させる。真相が明らかになったのち、劉禅と孔明の決定で平民に落とされる。
姜維（きょう い）
演：叶鵬（イエ・ポン）、声：綱島郷太郎
もとは魏の武将であったが、諸葛亮の策に敗れて蜀に降る。知勇に秀で、彼からも全幅の信頼を置かれる。
- 黄権（演：孫万清（スン・ワンチン）、声：幹本雄之）
- 徐庶（声：郷田ほづみ）
- 馬良（声：福田賢二）
- 法正（演：張新華（チャン・シンホア）、声：飛田展男）
- 楊儀（声：牛山茂）
- 王平（声：矢崎文也）
- 糜芳（声：佐藤広太）
- 孫乾（声：林和良）
- 糜夫人（声：神保巴）
- 甘夫人（声：田崎由美子）
- 関平（声：名村幸太朗）
- 曹豹（声：須藤翔）
- 周倉（声：大羽武士）
- 簡雍（声：岡哲也）
- 苟安（声：桜木信介）
- 范彊（声：前野智昭）
- 張達（声：乃村健次）
- 関興（声：相原嵩明）
- 張苞（声：宮本崇弘）
- 秦宓（声：永田昌康）
- 李豊 声：永田昌康）
- 廖化（声：永田昌康）

### 呉
孫権（そん けん）
演：張博（チャン・ボー）／鄭偉（チョン・ウェイ）（幼少期）、声：咲野俊介／本名陽子（幼少期）
呉の君主。
字は仲謀（ちゅうぼう）、孫堅の次男で孫策の弟。父と兄の意志を継ぎ、呉の君主となる。
聡明であるが冷淡さもうかがわせる人物であり、周瑜と呂蒙を重用しつつも独断の多い彼らを危険視する。孫呉や自身を支える配下達との接し方に苦悩する様子が描かれた。本作では皇帝に就くまでは描かれず、呉王の位に留まった。
周瑜（しゅう ゆ）
演：黄維徳（ビクター・ホァン）、声：小山力也
字は公瑾（こうきん）。呉の大都督。本作では諸葛亮への私怨や対抗心が一層強調されており、荊州奪還の為しばしば大局を見誤ったり、孫権の命令にすら背き独断で劉備軍を攻撃しようとする等、狭量な一方で武略や音楽にも通じ、部下からの信望ある人物としても描かれている。
死に際には「天は我が周瑜を生みながら、何故諸葛亮をも生んだのか？」と諸葛亮を憎悪する言葉を残して病死する。
魯粛（ろ しゅく）
演：霍青（フォ・チン）、声：岩崎ひろし
字は子敬(しけい)。周瑜の死後に大都督を引き継ぐ才人であり、江東きっての資産家でもある。
孫呉と劉備軍の連盟継続に心を砕き、勇気と実直さは諸葛亮はもちろん誇り高い関羽をもうならせた。周瑜とは上司と部下のみならず戦友としても彼との絆が強調されていた。
小喬（しょうきょう）
演：趙柯、声：園崎未恵
喬国老の次女であり、周瑜の妻となる。
江東でも有名な才色兼備の女性で剣舞や琴にも通じる。諸葛亮を危険視する周瑜の本音を見抜き、東南の風を吹かせて陣へ戻る途中の彼を途中まで送ったり夫にも争わないよう諌めたが、聞き入れられず怒りを買うのみに終わる。
孫小妹（そん しょうめい）
演：林心如（ルビー・リン）、声：中村千絵
孫策・孫権の妹。周瑜によって劉備と婚約することを拒んでいたが、剣術での一騎打ちを通じて相思相愛となる。夷陵の戦い後、劉備の後を追うように生涯を終える。
黄蓋（こう がい）
演：劉魁、声：小山武宏
字は公覆（こうふく）。孫家三代に仕えた勇将。赤壁の戦いにおいて苦肉の策を成功させ勝利を導いた。
呂蒙（りょ もう）
演：常鋮（チャン・チョン）、声：成田剣
字は子明(しめい)。周瑜と魯粛の右腕であり、魯粛の後継の大都督。周瑜の指揮下であった頃から兵法を学び、智勇に秀でた勇将。周瑜と同じく荊州奪還にこだわる。
孫権の指示を無視して関羽を捕らえ自害に追い込んだ結果、劉備の怒りを買うことを恐れた孫権に宴席で罠にかかり、表向きは病没という形で毒殺される。
張昭
演：申傑、声：小川真司
字は子布(しふ)。内政の要と言われる壮年の名士にして、孫権の家庭教師も勤めていた。
赤壁の戦いでは降伏派の筆頭に立ったが、開戦決定後も政治の重責を担い、魯粛亡き後も決断に迷う孫権に様々な献策をした。
諸葛瑾（しょかつ きん）
演：曹毅、声：内田直哉
字は子瑜(しゆ)。諸葛亮の実兄であり、魯粛と同じく親劉備派。温厚な人物であり、主君を違えても諸葛亮との兄弟仲は良好。
陸遜（りく そん）
演：邵峰、声：檀臣幸
字は伯言(はくげん)。智謀に秀でた逸材であり、夷陵の戦い終盤に孫権から大都督に任じられる。
若年であることから当初は古参の将からの評価は乏しかったが、策を成功させ劉備を退けたことから信頼を得る。
孫策（そん さく）
演：沙溢、声：阪口周平
字は伯符(はくふ)。孫堅の長男で孫権の兄。周瑜とは兄弟分であり親友の仲で、2人して大喬・小喬姉妹に謁見し夫婦となる。
単騎で外出中に刺客に襲撃され重傷負う。自身の後継に息子ではなく弟の孫権を指名し、「兵を率いて戦場に駆け、天下の争いに与するような事においては俺には及ばないが、才能ある者を用い、江東を保っていく事については、お前の方が上だ」と言い残し病没する。
孫堅（そん けん）
演：范雨林（ファン・ユィリン）、声：長克巳
字は文台(ぶんだい)。孫策・孫権・孫小妹の父。その能力を危険視した袁紹の罠にかかり襄陽の戦いにて孫権と部下たちを逃す為戦死。
呉国太（ごこくたい）
演：康群智、声：久保田民絵
孫策、孫権、小妹の母親。夫譲りの気丈な人物で、怒ると孫権たち身内はもちろん、首脳である周瑜や魯粛も頭が上がらなくなるほど気が強い。
若くして国を背負うことになる息子たちを支え、本作では夷陵の戦い時点でも存命だった。
- 大喬（声：三石琴乃）
- 韓当（声：鈴森勘司）
- 程普（声：里卓哉）
- 甘寧（声：大羽武士）
- 喬国老（声：星野充昭）
- 虞翻（声：林和良）
- 顧雍（声：鈴森勘司）
- 賈華（声：永田昌康）
- 程秉（声：岡哲也）
- 蔣欽（声：林和良）
- 周泰（声：大羽武士）
- 周善（声：加藤亮夫）
- 孫桓（声：加藤亮夫）
- 呂範（声：林和良）
- 趙咨（声：横島亘）

### 後漢・朝廷
漢献帝（かんけんてい）
演：羅晋（ルオ・チン）、小叮咚（幼少）、声：須藤翔、優希（幼少）
諱は劉協。都を占拠した董卓によって擁立され、後に曹操の庇護下に入る。その後曹操を「国賊」と称し憎悪するも、自らはお飾りの皇帝で何一つ力がないことを悟り絶望する。曹丕に帝位を簒奪された後、自ら船底に穴を開け船ごと入水自殺を図る。
王允（おう いん）
演：鄭天庸（ジェン・ティエンヨン）、声：佐々木敏
漢朝廷の司徒。養女・貂蝉に命じ、「連環の計」を使い董卓を討つ。董卓軍の残党に返り討ちにあい自害する。
貂蝉（ちょうせん）
演：陳好（チェン・ハオ）、声：本名陽子
司徒・王允の養女。
絶世の美女で呂布と董卓、二人の男が恋に落ちる。やがて不器用ながらも真っ直ぐな呂布を本気で愛するようになり長安を追われた後は、呂布と供に各地を放浪する。呂布の死後曹操暗殺を図るも失敗し、自害する。
陳宮（ちん きゅう）
演：孫洪濤（スン・ホンタオ）、声：仲野裕
字は公台(こうだい)はじめは中牟県令であり、董卓暗殺未遂により手配されていた曹操を捕らえるも曹操に感服し、身分を捨て共に放浪する。無実の人々と伯父・呂伯奢を殺害した曹操に失望し、曹操の元を去る。
その後、旧知の仲である司徒・王允と共謀して呂布に董卓を殺させ、王允の死後は呂布と共に長安を脱し、以後は彼の参謀として行動を共にすることとなる。
董貴妃
演：白薈、声：鍋田カホル
董承の娘で献帝の側室。
- 董承（声：岡哲也）

### 西涼
董卓（とう たく）
演：呂暁禾（リュイ・シャオホー）、声：福田信昭
漢の相国。
何進の十常侍討伐の混乱に乗じて朝廷内で権力を掌握し、朝廷で傍若無人な振る舞いを行う。作中では処刑した人間の血を臣下に飲ませ忠誠を誓わすと言った獣（けだもの）として描かれている一方、貂蟬に心を奪われたり朗報があると朗らかに大はしゃぎするなど、人間味溢れる面も描かれる。
呂布（りょ ふ）
演：ピーター・ホー、声：内田夕夜
字は奉先(ほうせん)董卓配下第一の猛将。策略に関しては鈍いが、勇猛果敢で心根は実直な性格。
「人中に呂布あり、馬中に赤兎あり」と言われ、方天画戟を持ち天下無敵と謳われる。
董卓の策略により、赤兎馬欲しさに義父・丁原を殺害し、自らの立身出世のために董卓を義父と仰ぐ。その後、司徒・王允の貂蝉に恋に落ち、王允と陳宮の策略により董卓を殺害する。最終的には劉備の徐州を奪還するも曹操の援軍に敗れ、劉備にも皮肉を言われて刑死する。
- 李傕（声：佳月大人）
- 郭汜（声：岡哲也）
- 華雄（演：丁暁楠、声：阪口周平）
- 李儒（声：高山春夫）

### 袁氏
袁紹（えん しょう）
演：許文広（シュー・ウェングァン）、声：菅生隆之
十八鎮諸侯の一人。普段は勝利を確信するまでは決して行動せず、優柔不断と揶揄されるが、一度決めれば驚くほど大胆で、一度頭が回ればどの諸侯よりも聡明。劉備は「奸賊にして明主、兵法家である」と評した。
董卓との戦いでは、孫堅の推薦で他の十八鎮諸侯からの支持を受け、連合軍の盟主となるが、性格故に勝機を逃した。
曹操軍との最終決戦官渡の戦いでは、大敗北を喫することになり、袁氏衰退の道を歩むことになるが袁紹死亡から息子たちの覇権争いまでは描かれていない。
許攸（きょ ゆう）
演：許毛毛（シュー・マオマオ）、声：池田ヒトシ
袁紹の参謀。本作では沮授が未登場のため、田豊に次ぐ側近の1人として描かれ、劉備との親交も深い。
優柔不断な袁紹にも献身を尽くしたが疑いをかけられたことで見限り、旧知の曹操に寝返る。戦功を鼻にかけ横柄な態度を見かねた許褚に首をはねられた。
田豊（でん ぽう）
演：徐濤、声：佳月大人
袁紹の参謀。
策を献じるが用いられず、投獄される。兵の士気を乱したとして自害を命じられる。許攸とはあまり仲が良くなかった。
袁譚（えん たん）
演：柳龍、声：佳月大人
袁紹の長子。
袁熙（えん き）
演：藍天、声：大羽武士
袁紹の次子。
袁尚（えん しょう）
演：韓文亮、声：林和良
袁紹の末子。袁譚や袁熙とは異母兄弟。
- 郭図（声：高山春夫）
- 顔良（声：星野充昭）
- 文醜（声：阪口周平）

袁術（えん じゅつ）
演：閻沛、声：辻親八
十八鎮諸侯の一人。袁紹の従弟であり、表面上は友好的だが水面下で暗闘を繰り広げている。
孫策の才に惚れ込み寵愛し、養子としようするが、孫策の願いを聞き入れ、孫堅の旧臣であり黄蓋、程普、韓当を連れて行かせ、兵馬を貸し与え、孫策より伝国璽を手に入れ帝位を僭称する。

### 荊州
劉表（りゅう ひょう）
演：姫成功（ジー・チョンゴン）、声：田原アルノ
荊州刺史。だまし討ちにして孫堅を暗殺したことを悔やむほど温厚な性格。後に袁紹から独立した劉備軍に信頼を寄せ後を託した。
劉琦（りゅう き）
演：樊営、声：手塚ヒロミチ
劉表の長子。長坂坡の戦いで窮地に陥った劉備を救う等、幾度となく劉備を救う。
劉琮（りゅう そう）
演：邱爽、声：林和良
劉表の次子。母は蔡氏。劉琦とは異母兄弟。
蔡氏（さい し）
演：曹曦文（ツァオ・シーウェン）、声：日野由利加
蔡瑁の姉で劉表の妻。劉琦と劉備を目障りに思い、劉琮を後継者にして実権を確固たるものにするべく暗躍した。曹操への降伏後の動向は不明。
蔡瑁（さい ぼう）
演：劉丹、声：高山春夫
蔡氏の弟。劉表の遺言を捏造し、甥の劉琮を劉表の後継者に据えた。後に、曹操に帰順し水軍を指導するも周瑜の奸計にはまり首をはねられる。

### 徐州
陶謙
演：佟漢、声：伊井篤史
徐州牧。勢力を伸ばす曹操に取り入るため、曹操の父・曹嵩を厚遇するも、家来の張闓が曹嵩を殺害し、曹操に徐州侵攻の口実を与えてしまう。
張闓
演：趙秋声、声：池田ヒトシ
曹操の父・曹嵩を護送途中に殺害し、金品を奪う。

### その他
邢道栄
演：王文濤、声：鈴森勘司
劉度配下の豪傑。劉備たちが零陵を攻めた際に立ちはだかるが、張飛を罵倒した挙句一合もせずに敗れ、捕らわれる。
本作では張飛や劉賢に不利な立場に追い込まれて泣いたり、陣地に戻った際に虚偽の報告をするなど滑稽で情けない人物に描かれている。
劉賢
演：楊彤、声：名村幸太朗
劉度の息子。
本作では脇役級のキャストが無名のエキストラのうちセリフのある役に使い回されるケースがしばしば見られるが、この楊彤氏の場合は特に顕著で、劉賢の他にも実に50役以上も演じたため作中随所に登場する事となり、「スリキンの裏主人公」とも呼ばれるほど非常に多くの視聴者から注目された。
華佗
演：蔡軍、声：西村知道
三国を代表する名医。龐徳との一騎打ちで毒矢を受けた関羽を治療した。
陳応（ちん おう）
演：丁暁楠、声：大羽武士
桂陽太守・趙範配下の将軍。様々な武器の使い手だが趙雲には敵わず悉く敗れるが、好漢として認められ投降を勧められ、趙範を説得する。
三国志演義と異なり、本作では趙範の策で窮地に陥った趙雲を助けた。その後の動向は不明。
- 劉度（声：星野充昭）
- 諸葛均（声：宮本充）
- 楊松（声：鈴木正和）
- 劉璋（演：李躍民（リー・ユエミン）、声：塾一久）
- 韓玄（声：佐藤祐四）
- 韓遂（演：胡沙（フー・シャー）、声：北川勝博）
- 馬騰（声：佳月大人）
- 公孫瓚（声：鈴森勘司）
- 韓馥（声：次賀慎一郎）
- 陳琳（声：林和良）
- 紀霊（声：岡哲也）
- 袁隗（声：手塚秀彰）
- 呂伯奢（声：長克巳）
- 張温（声：佳月大人）
- 吉平（声：堀部隆一）
- 水鏡先生（声：宝亀克寿）
- 崔州平（声：星野充昭）
- 石広元（声：小山武宏）
- 黄承彦（声：田原アルノ）
- 普浄（声：宝亀克寿）
- 祖弼（声：横島亘）
- 張粛（声：岡哲也）
- 張任（声：鈴木正和）
- 張魯（声：福田賢二）
- 馬鉄（声：大羽武士）
- 趙範（声：里卓哉）
- 鮑隆（声：小林かつのり）
- 王累（声：北川勝博）

## スタッフ
- 原作：羅貫中
- 総監督：高希希（中国語版）
- 総顧問：陳家林（中国語版）
- 構成：朱蘇進
- 音楽：趙季平
- 制作プロダクション：小馬奔騰（中国語版）
- 制作：中国伝媒大学テレビ制作センター（著作）、東方恒和（著作）、小馬奔騰、安徽テレビ（中国語版）、天津テレビ、百盟、吉林省映画・テレビ制作グループ、四川テレビ、林高飛楽、空軍テレビ芸術センター、北京軍区戦友テレビ芸術センター

日本語版
- ナレーター：堀内賢雄（諸葛亮吹き替え役）
- 監修：渡邉義浩（三国志学会事務局長）
- 制作・発売：エスピーオー、ワコー、フジテレビ
- 配給・販売：エスピーオー

## 主題歌
オープニングテーマ「還我一個太平天下」
作詞 - 易茗 / 作曲 - 趙季平 / 編曲 - 趙麟 / 歌 - 廖昌永
エンディングテーマ1「英雄往来天地間」
作詞 - 易茗 / 作曲 - 趙季平 / 編曲 - 趙麟 / 歌 - 譚晶
エンディングテーマ2「天地莽蒼蒼」
作詞 - 易茗 / 作曲 - 趙季平 / 編曲 - 趙麟 / 歌 -  湯燦

## 各話タイトルとあらすじ

### 第1部：群雄割拠
後漢末期、相国として幼い皇帝を操り、暴政を敷く董卓に不満を募らせる侍従。司徒の王允は、若き曹操に七星の剣を託し暗殺を企てるも、あえなく失敗し、曹操は逃亡するところから物語はスタートする。やがて反董卓勢力が結集され、そこには曹操・劉備・孫堅、そして幼き孫権と後の三国時代の英傑が集う。反董卓連合軍はやがて瓦解するも、王允は呂布を計略に嵌め、董卓は惨殺される。しかし王允も漢室の復興はできず、董卓臣下の反撃により死亡。朝廷の権威は完全に失墜し、群雄が乱立する状態となる。曹操は中原制覇を目論み、徐州を攻撃。そこに徐州の援軍として駆けつけたのは劉備であった。曹操を追い払った劉備は徐州を与えられるが、曹操、さらには董卓暗殺後に軍師陳宮を得て放浪する呂布と三つ巴の争いとなる。そんな中、曹操は窮地の皇帝を救うことで皇帝を手中に収める。結局、劉備は曹操と結び、呂布を倒す。呂布・陳宮は処刑される。
- 第1話「曹操、刀を献ず」
- 第2話「曹操、亡命す」
- 第3話「曹操、善人を誤殺す」
- 第4話「関羽、華雄を斬る」
- 第5話「三英傑、呂布と戦う」
- 第6話「孫堅、玉璽を得る」
- 第7話「孫堅の死」
- 第8話「王允の離間の計」
- 第9話「鳳儀亭の貂蟬」
- 第10話「董卓の死」
- 第11話「劉備、徐州を救う」
- 第12話「呂布、小沛に留まる」
- 第13話「曹操、皇帝を傀儡とす」
- 第14話「呂布の裏切り」
- 第15話「轅門に戟を射る」
- 第16話「呂布、徐州牧となる」
- 第17話「劉備、兄弟と離れる」
- 第18話「呂布の死」

### 第2部：中原逐鹿
曹操と結んだ劉備は皇帝に謁見し、皇帝の真意は曹操の排除にあることを知る。皇帝から血でしたためられた詔を受けた劉備は、曹操を倒すことを決意し、これと争う。しかし曹操の優れた軍略の前に敗北し、義兄弟関羽・張飛とも離散する。関羽は劉備の家族を守るために曹操の配下に入り、敵将を多く討ち取る。やがて劉備の生存を知った関羽は曹操の同意を得、劉備の元へ向かう。この頃、中原の最大勢力であった袁紹は、曹操を倒すために70万の大軍をもって曹操を攻める。初めは劣勢であった曹操は、優れた軍略と粘り強さで立場を逆転させ、ついに袁紹を破り、中原の覇者となる。劉備は袁紹を助けるも敗れ、放浪し同族劉表の治める荊州にたどり着く。そこで軍師徐庶を得て、その軍略をもって曹操軍を打ち破るも、徐庶は曹操の元に去ることとなる。去り際に、諸葛亮の存在を知らせ、これを得ることを薦める。
- 第19話「曹操・劉備の暗闘」
- 第20話「劉備、命を受ける」
- 第21話「吉平、毒を盛る」
- 第22話「三兄弟離散す」
- 第23話「関羽、三事を約す」
- 第24話「白馬の戦い」
- 第25話「単騎、千里を走る」
- 第26話「古城に再会す」
- 第27話「官渡の戦い」
- 第28話「田豊、死諫す」
- 第29話「夜、烏巣を襲う」
- 第30話「曹操、河北を平らぐ」
- 第31話「的驢、壇渓を飛ぶ」
- 第32話「徐庶、諸葛亮を薦む」

### 第3部：赤壁大戦
劉備は三顧の礼をもって、軍師諸葛亮を得、天下三分の計を説かれる。この7年前、江東では孫策が死に、若き孫権が後を継ぐ。諸葛亮の智謀をもって曹操を一度は退くも、圧倒的な力の前に劉備は江南に逃れることとなる。曹操軍に追われ絶体絶命の危機に陥るも、趙雲・張飛の活躍により無事に逃れることができる。諸葛亮は曹操に対抗するために孫権と劉備の連盟が必要であると考え、その締結に奔走する。孫劉連盟の締結後、呉の周瑜は諸葛亮の才覚を恐れ、これを殺害しようと企てるも、ことごとく諸葛亮が切り抜ける。そして前半のクライマックスである、赤壁の戦いに突入する。
- 第33話「三顧の礼」
- 第34話「孫策、孤を託す」
- 第35話「諸葛亮の緒戦」
- 第36話「長坂坡の戦い」
- 第37話「儒者たちとの舌戦」
- 第38話「周瑜を怒らせる」
- 第39話「蔣幹、手紙を盗む」
- 第40話「草船で矢を借りる」
- 第41話「苦肉の策」
- 第42話「赤壁の戦い」

### 第4部：荊州争奪
赤壁で敗れた曹操は、関羽に捕縛されかけるが、関羽は過去の主従の恩からこれを逃がす。これに激怒した諸葛亮は軍法に則り関羽を死罪にしようとするが、張飛は諸葛亮に反発する。劉備は「軍においては親も子もない」と張飛を怒鳴りつけ、義兄弟として責任を取るため共に刑死しようとするが魯粛の取りなしもあって事なきを得る。本拠に帰った曹操は家臣の前で赤壁の敗北について語りかけるが、それを聴かずに眠り呆ける司馬懿を気に留める。司馬懿の才覚を高く評価した曹操はこれを取り立て、才能豊かな息子曹沖につけることとするが、曹沖は毒蛇に噛まれて急死する。荊州では、赤壁で勝利した孫権と劉備の争いが表面化する。荊州に残った曹仁は周瑜に攻められ一度は敗れるも、逆に計略にはめ、周瑜を毒矢で射る。その争いの間隙をついて、諸葛亮は荊州を奪い、これを他の本拠を得るまで呉から借り受けるという形で利用すると約する。劉備はそのまま南へ版図を広げ、桂陽、長沙を奪い、黄忠・魏延を得る。周瑜は劉備を捕縛するために、孫権の妹を劉備に嫁がせる名目で、江東に劉備を誘き寄せる計略をめぐらす。劉備はこの縁談を受け、江東に赴く。周瑜の計略により江東を脱することができない劉備を諸葛亮の策が救い、劉備は荊州に戻る。劉備を案ずる関羽と張飛は静観を主張する諸葛亮に居ても立っても居られなくなり独断行動を取ってしまう。腹を立てて下野しようとする諸葛亮だったが、関羽の傲慢さと張飛の短気を戒めるための芝居であり、それに気づいた彼らは再び諸葛亮の意見を受け入れるようになった。策が失敗したことに怒る周瑜は、道を借りて鯱を討つの計を用いて荊州奪取を図るが、全て諸葛亮に見破られ惨敗し、失意のうちに死ぬ。
- 第43話「司馬懿、出仕す」
- 第44話「曹操、華北に帰る」
- 第45話「曹沖の死」
- 第46話「荊州を争う」
- 第47話「智略で南郡を取る」
- 第48話「魯粛の斡旋」
- 第49話「趙雲、桂陽を取る」
- 第50話「長沙の戦い」
- 第51話「再び荊州を求める」
- 第52話「劉備、呉を訪ねる」
- 第53話「孫権、兵符を返す」
- 第54話「甘露寺に婿を招く」
- 第55話「計りて虎穴を脱する」
- 第56話「再び周瑜を怒らせる」
- 第57話「周瑜の死」

### 第5部：奸雄終命
曹操に父の馬騰を殺された馬超は、西涼軍を率いて潼関に攻め入る。曹操は自ら兵を率いて出陣するが、緒戦は大敗。その後は一進一退の攻防が繰り広げられる。馬超の陣営では戦局をめぐって議論が行われたが、馬騰の義兄である西涼の太守・韓遂が和平を提案。曹操と長い会談をしたことで、馬超の心に韓遂への猜疑心が生まれる。その隙を狙って、曹操は西涼軍を破り、西涼を奪い取る。敗れた馬超は張魯に身を寄せる。張魯は馬超に3万の兵を与え、劉備を攻めさせる。馬超の凄まじい戦いぶりに手を焼いていた孔明は策を巡らせ、張魯と馬超を仲違いさせ、馬超を劉備の配下とすることに成功する。龐統を失いながらも、法正や黄権ら益州の将を仲間に加えた劉備は、劉璋を降伏させて成都を本拠地に大事を成そうと動き出す。一方、曹操は丞相から魏王に就くことを重臣達に勧められるが、荀彧はあくまで漢王朝を助ける立場を貫きこれに反対する。しかし聞き入れられず自刃。権力を増す曹操に耐えかねた反魏軍の朝臣達も処断されてしまう。曹操は曹丕と共に荀彧が立てた数々の功績に思いを馳せ、冥福を祈る。
荊州奪回を目論む孫権は、孔明の実兄・諸葛瑾一族の命と引き換えに荊州の返還を要求。周瑜の後任で大都督に就いていた魯粛は病をおして関羽を説得。自らの命を賭けて同盟を維持しようとする魯粛の勇気に心を打たれた関羽は荊州南郡の返還を了承する。しかし魯粛の死後、関羽が孫権の嫡子との姻戚を傲慢な態度で断ったことに怒り、関羽が曹仁らの守る樊城を攻めている隙に後を引き継いだ呂蒙と陸遜を送り込み、荊州各地を占領する。関羽の部下たちが全員討ち死にすると、関羽は毅然として自ら命を絶つ。孫権から関羽の首を受け取った曹操は手厚く葬るが、その時曹操も不治の病に冒されていた。曹操は曹丕を後継者に任命し、志半ばで死去する。
- 第58話「諸葛亮、喪に服す」
- 第59話「銅雀台に詩を戦わす」
- 第60話「馬騰、都に入る」
- 第61話「曹丕に罪を問う」
- 第62話「衣を脱ぎ馬超と戦う」
- 第63話「張松、辱めを受ける」
- 第64話「張松、地図を献ず」
- 第65話「江を遮り阿斗を奪う」
- 第66話「落鳳坡」
- 第67話「劉備、益州を領す」
- 第68話「単刀会」
- 第69話「曹丕、乱を平らぐ」
- 第70話「楊修の死」
- 第71話「骨を削り毒を除く」
- 第72話「麦城に敗走す」
- 第73話「曹操薨去」

### 第6部：天下三分
曹植との後継者争いに勝利した曹丕を皇帝にするべく、司馬懿は献帝に禅譲を迫る。献帝は泣く泣く詔書を記して去っていくが、自分の代で漢を滅ぼした事に責任を感じ、船に穴を開けて曹皇后と共に自害する。関羽を失った悲しみから気力を失った劉備は曹丕が漢を滅ぼして魏を建国したと知り、喪に服す。孔明を含む配下達は劉備に皇帝になるように勧めるが、劉備は怒りを露わにする。しかし病を装った孔明の説得を受け入れ、蜀を建国。自ら初代皇帝となる。まず劉備は関羽の仇を討つために孫権との戦いを掲げるが、趙雲と孔明に止められる。鬱憤のたまった張飛は劉備に直談判に行き思いの丈をぶつけるが、「2度と兵士を殴ってはいけない」と諭される。しかし張飛は聞き入れるどころかさらに厳しい罰を与え、我慢できなくなった部下に殺される。その部下が孫権のもとに身を寄せたため、劉備は70万の大軍を率いてついに攻撃を開始する。呉を建国して呉王となった孫権は陸遜を大都督に任命。陸遜は隙をついて劉備軍を火攻めにして大勝する。命からがら逃げ延びた劉備は白帝城に退き、不本意ながらも呉との和睦を受け入れる。さらに臨終の際、諸葛亮を呼び寄せてこれまでの忠節に対する感謝と即位の際に忠告を聞かなかった謝罪を述べる。さらに「馬謖は兵法に通じているが大言壮語が過ぎるので重用してはならない」と忠告した後、「息子の劉禅が君主の器に値するならよく補佐してほしい。しかし仕えるに値しない場合は諸葛亮自らが皇帝となって国を率いるように」と言い残す。劉備の言葉に感動した諸葛亮は、劉禅の補佐を劉備に誓い、そのやりとりを聞いていた劉禅は劉備の遺命に従い、諸葛亮に拝礼の上、父親のように尊敬するようになる。
- 第74話「七歩の詩」
- 第75話「退位を迫る」
- 第76話「曹丕、漢を簒奪する」
- 第77話「張飛、殺害される」
- 第78話「劉備、呉を伐つ」
- 第79話「黄忠、矢に当たる」
- 第80話「陸遜、大都督となる」
- 第81話「夷陵の戦い」
- 第82話「陸遜、連営を焼く」
- 第83話「白帝城に孤を託す」

### 第7部：危急存亡
劉備の死後、曹操の跡を継いで魏を治める曹丕は、混乱に乗じて蜀を討つことを考える。司馬懿は南蛮の孟獲や孫呉の協力を取り付けて六つの軍を動かして蜀を討つこと、自身が大都督となって指揮をとる提案をするが、司馬一族の野心を警戒した曹丕は目の届くところに司馬懿を置くべきと考え策を採用するにとどめる。
劉禅をはじめとした蜀の文武百官は狼狽えるが、諸葛亮が病気を理由に朝議に出られないと聞き、馬謖の案内で彼の実家に赴き対策を請う。諸葛亮の対策を聞いた劉禅は安心したが、唯一の懸念は呉との再同盟。馬謖が命懸けの交渉を行ったことで孫権に認められ、再同盟が成立する。
同じ頃、寿命を焦った曹丕は司馬懿の諌めを無視して呉に大軍を率いて責めるも大敗。心労から病が悪化し、息子・曹叡に跡を任せ病没する。軍権を手に入れた司馬懿だったが、曹真、曹休をはじめとした魏の重臣のほとんどが司馬一族をよく思わず、辺境の土地の守備を任せる。さらに曹叡に無断で募兵を行ったことに加え、諸葛亮の策により司馬懿らは平民に落とされた。
好機と見た諸葛亮は劉禅に出師表を上奏し、漢王朝再興のために北伐を敢行。最初は魏の若武者・姜維を傘下に加えるなど順調に進んでいたが、街亭の守りを志願した馬謖が自分の慢心が下で采配を誤り、復権した司馬懿に突かれて大敗。軍令違反を犯した馬謖は処刑される。
その後も老いと病に向き合いつつ北伐を続ける諸葛亮。司馬懿も曹真と兵権を巡る暗闘を展開しつつも一丸となって蜀を退けるが、度重なる失態で功を焦った曹真の死によって大都督に就任。諸葛亮と司馬懿の戦いも最終局面を迎える
- 第84話「出師の表」
- 第85話「罵って王朗を殺す」
- 第86話「空城の計」
- 第87話「泣いて馬謖を斬る」
- 第88話「曹真、兵権を譲る」
- 第89話「司馬仲達、計にあたる」
- 第90話「曹真、敵を軽んじる」
- 第91話「諸葛亮、軍を返す」
- 第92話「木牛流馬」
- 第93話「上方谷の火、消える」
- 第94話「星落ち、五丈原に逝く」
- 第95話「司馬氏、天下を統一す」

## コラボレーション
- オンラインゲーム『真・三國無双Online』では本ドラマのDVD-BOXとのコラボレーションキャンペーンが開催された[5]。
- ゲーム『三國志13』に漫画『横山光輝 三国志』と共に各作品に登場した武将の画像を配信している[6]。
- 雑誌『隔週刊 三国志DVD＆データファイル』はドラマDVDに三国志学会全面協力による解説と本格派データファイルを収録した隔週刊の雑誌[7]。

## DVD
発売元：エスピーオー、ワコー、フジテレビ / 販売元：エスピーオー
- 三国志 Three Kingdoms 前篇 DVD-BOX（1 - 42話収録、2010年12月10日発売）
- 三国志 Three Kingdoms 後篇 DVD-BOX（43 - 95話収録、2011年3月30日発売）

前篇後篇購入キャンペーンで諏訪原寛幸 画7枚、抽選で359名に七星剣、原寸大レプリカ。
レンタルDVD特別編集 全8巻

## Blu-ray Disc
発売元：エスピーオー、ワコー、フジテレビ / 販売元：エスピーオー
- 三国志 Three Kingdoms 第1部 -董卓専横-（1 - 10話収録、2012年4月4日発売）
- 三国志 Three Kingdoms 第2部 -徐州争奪-（11 - 20話収録、2012年4月4日発売）
- 三国志 Three Kingdoms 第3部 -覇者曹操-（21 - 32話収録、2012年4月25日発売）
- 三国志 Three Kingdoms 第4部 -赤壁大戦-（33 - 42話収録、2012年4月25日発売）
- 三国志 Three Kingdoms 第5部 -智争荊州-（43 - 52話収録、2012年5月25日発売）
- 三国志 Three Kingdoms 第6部 -周瑜絶命-（53 - 63話収録、2012年5月25日発売）
- 三国志 Three Kingdoms 第7部 -漢朝落日-（64 - 73話収録、2012年6月27日発売）
- 三国志 Three Kingdoms 第8部 -天下三分-（74 - 83話収録、2012年6月27日発売）
- 三国志 Three Kingdoms 第9部 -危急存亡-（84 - 95話収録、2012年6月27日発売）

## CD
発売元：「三国志TK公式朗読CD」製作委員会 / 販売元：エスピーオー
- 三国志 Three Kingdoms 公式朗読CD シリーズ “虚空に降る涙”／荀彧篇：櫻井孝宏（2012年2月3日発売）
- 三国志 Three Kingdoms 公式朗読CD シリーズ “虎の咆哮”／馬超篇：杉田智和（2012年2月24日発売）
- 三国志 Three Kingdoms 公式朗読CD シリーズ “夷陵に燃ゆ”／趙雲篇：KENN（2012年3月2日発売）
- 三国志 Three Kingdoms 公式朗読CD シリーズ “月下美人”／周瑜篇：置鮎龍太郎（2012年3月23日発売）
- 三国志 Three Kingdoms 公式朗読CD シリーズ “鈴の音来たりて”／甘寧篇：羽多野渉（2012年4月4日発売）

## 書籍
- 歴史群像編集部『三国志 Three Kingdoms 公式ガイドブック 上巻』、2011年4月26日、学研プラス - ISBN 978-4-05-606306-6
- 歴史群像編集部『三国志 Three Kingdoms 公式ガイドブック 下巻』、2011年5月31日、学研プラス - ISBN 978-4-05-606324-0